# Oxypetalum mosenii
Oxypetalum mosenii är en oleanderväxtart som beskrevs av Gustaf Oskar Andersson Malme. Oxypetalum mosenii ingår i släktet Oxypetalum och familjen oleanderväxter. Inga underarter finns listade i Catalogue of Life.